# Face Time
Face Time, född 17 juni 2015, är en fransk varmblodig travhäst som tränas och körs av Matthieu Abrivard.
Han började tävla i april 2018 och inledde med tre raka segrar. Han har hittlls sprungit in 544 110 euro på 61 starter, varav 23 segrar och 6 andraplatser. Karriärens hittills största seger har kommit i Prix du Luxembourg (2024).
Han har även segrat i Prix de Strasbourg (2023), Prix de Lille (2024) och Prix du Plateau de Gravelle (2024) och kommit på andraplats Prix de La Lorraine (2023).

## Statistik
| Statistik för Face Time (Ref.) | Statistik för Face Time (Ref.) | Statistik för Face Time (Ref.) | Statistik för Face Time (Ref.) | Statistik för Face Time (Ref.) | Statistik för Face Time (Ref.) |
| ------------------------------ | ------------------------------ | ------------------------------ | ------------------------------ | ------------------------------ | ------------------------------ |
| Starter                        | Placeringar                    | Startprissumma                 | Segerprocent                   | Platsprocent                   | Rekord                         |
| 61                             | 23-6-0                         | 544 110 euro                   | 38 %                           | 48 %                           | 1.10,2ak,                      |

### Större segrar
| År   | Lopp                        | Kusk               | Vinstbelopp | Grupp   |
| ---- | --------------------------- | ------------------ | ----------- | ------- |
| 2024 | Prix de Lille               | Matthieu Abrivard  | 40 500 EUR  | Grupp 3 |
| 2024 | Prix du Luxembourg          | Gabriele Gelormini | 45 000 EUR  | Grupp 3 |
| 2022 | Prix du Plateau de Gravelle | Matthieu Abrivard  | 40 500 EUR  | Grupp 3 |